# Desantne
Desantne  (ucraniano: Десантне) es una localidad del Raión de Izmail en el Óblast de Odesa de Ucrania. Según el censo de 2001, tiene una población de 1816 habitantes.